# Friedrich Kiel
Friedrich Kiel (Puderbach (Bad Laasphe, Westfalen), 7 oktober 1821 - Berlijn, 13 september 1885) was een Duits violist, pianist en componist.
Van hem zijn wereldwijd 19 cd’s opgenomen met vooral veel kamermuziek en liturgische muziek in de stijl van Bach, het soort muziek dat populair was tijdens zijn leven door de destijds opkomende Bach-renaissance.

## Biografie
Kiel was een wonderkind en vrijwel autodidact. Op 15-jarige leeftijd trad hij al op als solist in een vioolconcert van Viotti en had toen al zelf een groot aantal piano-, viool- en kamermuziekwerken op zijn naam staan. Hij werd op jonge leeftijd concertmeester en hofmuziekleraar in Berleburg aan het hof van de adellijke familie Zu Sayn-Wittgenstein-Berleburg in de huidige Duitse deelstaat Noordrijn-Westfalen. Op hun kosten mocht hij muziek studeren. In 1850 vertrok hij naar Berlijn waar hij compositielessen ging geven op het Stern-conservatorium. Hij was inmiddels ook een bekend pianist en pianopedagoog. 
In 1870 werd hij leraar aan het prestigieuze instituut Hochschüle für Musik in Berlijn. Tot zijn leerlingen behoorden onder anderen Jan Paderewski, Charles Stanford, Frederic Cowen en Ernst Taubert. 
Kiel schreef een pianoconcert dat pas in 2003 opgenomen werd. Het wordt hoofdzakelijk gekenmerkt door een Beethoveniaanse pathos, maar zonder een kopie van Beethoven te zijn. Ook weet Kiel invloeden van buitenaf in zijn stijl te integreren. Het concert werd gecomponeerd in 1864 en een jaar later uitgegeven door de gerenommeerde uitgeverij Simrock, die ook het werk van Johannes Brahms publiceerde. Het werk was opgedragen aan zijn grootste bewonderaar dirigent, pianist en componist Hans von Bülow (1830–1894). Ondanks deze prominente aanbeveling werd het niet populair en raakte het al snel in de vergetelheid.
Het oratorium Christus uit 1870 was een enorm succes. Er werden hem allerlei eerbetoningen, eredoctoraten en prestigieuze functies aangeboden maar hij weigerde ze allemaal. Net als bijvoorbeeld Robert Fuchs bleef hij een kanttekening in biografieën van zijn (beroemde) leerlingen.
Kiels hobby was bergbeklimmen. Op 60-jarige leeftijd beklom hij de op een na hoogste berg van de Alpen, de Monte Rosa, aan de Zwitsers-Italiaanse grens. 
In september 1883 raakte hij betrokken bij een verkeersongeval met een koets. Zijn verwondingen dwongen hem uiteindelijk met pensioen te gaan, kort voor zijn dood op 13 september 1885. Hij werd begraven op de begraafplaats “De twaalf apostelen” te Schöneberg. In 1971 werd zijn lichaam herbegraven in zijn geboorteplaats Puderbach.
- Biblioteca Nacional de España: XX1631554
- Bibliothèque nationale de France: cb12345467c (data)
- Catàleg d'autoritats de noms i títols de Catalunya: 981058511862706706
- Gemeinsame Normdatei: 118561936
- International Standard Name Identifier: 0000 0001 0879 7470
- Library of Congress Control Number: n84191383
- Nationale Bibliotheek van Letland: 000297022
- MusicBrainz: d6071be6-4fdf-46b1-91c1-829c4a03fe02
- Nationale Bibliotheek van Tsjechië: jo2011555986
- Nationale Bibliotheek van Israël: 987007271202305171
- Nederlandse Thesaurus van Auteursnamen: 073760579
- Istituto Centrale per il Catalogo Unico: MUSV035808
- SNAC: w6z03m77
- Système universitaire de documentation: 032421613
- Virtual International Authority File: 24675648
- WorldCat: E39PBJjHbKhfccPJXWP4Qbth73